# Homoseksualitet blandt dyr
Homoseksualitet blandt dyr refererer til den dokumenterede eksistens af homoseksuel adfærd blandt dyr, hvilket omfatter samleje, forelskelse, emotionel tilknytning til hinanden og fælles pasning af unger. Homoseksualitet blandt dyr synes at være et naturligt anlæg, og er især udbredt blandt fugle og pattedyr (herunder særligt primater og havpattedyr), men findes også hos insekter, padder og krybdyr. Ved videnskabelige undersøgelser foretaget af blandt andre den homoseksuelle canadiske biolog Bruce Bagemihl har man observeret homoseksuel adfærd hos op mod 1500 forskellige dyrearter, hvoraf 500 tilfælde er veldokumenterede. Den naturlige forekomst af homoseksuel adfærd blandt dyr er imidlertid omstridt, særligt blandt religiøse grupper, der er modstandere af homoseksuelle bevægelser, idet homoseksualitet blandt dyr ligeledes synes at pege imod en naturlig forekomst af homoseksuel adfærd blandt mennesker.
Det er ligeledes omstridt, hvorvidt begrebet homoseksualitet med rette kan anvendes til at beskrive kærlig adfærd rettet mod et individ af samme køn blandt dyr såvel som mennesker. Dette kommer af, at dyrs seksuelle præferencer altid udledes af deres adfærd, og ikke af deres tanker og følelser for hinanden, hvilket er tilfældet for mennesker. Af den grund vil forskere og observatører aldrig kunne slutte et dyrs fuldstændige seksuelle orientering, og et mere korrekt udtryk vil derfor være, at et dyr udviser homoseksuel adfærd frem for direkte at være homoseksuelt. Set fra et generelt synspunkt antages det, at et givet dyrs homoseksuelle adfærd blot er en del af et overordnet og ofte langt mere komplekst repertoire af seksuel adfærd, ud fra hvilket det må sluttes, at det pågældende dyr snarere er biseksuelt. Desuden er nogle af den opfattelse, at dyrs seksuelle adfærd udelukkende er instinktiv, og at dyr således slet ikke er i stand til at præferere det ene køn frem for det andet. Dog er tilfælde af tydelig homoseksuel præference blandt dyr dokumenteret og udelukkende homoseksuelle dyrepar observeret.

## Forskning
Forskning i dyrs seksualitet er først blevet indledt inden for nyere tid, sandsynligvis delvis på grund af datidens almindelige opfattelse af homoseksualitet som en unaturlig og syndig adfærd. Den hidtil udførte forskning antyder, at homoseksualitet er en naturlig adfærd blandt især pattedyr og fugle, for hvilkes vedkommende den homoseksuelle aktivitet har vist sig generelt at udgøre omkring ti procent af den samlede seksuelle aktivitet. Dette tal er tilsvarende procentdelen af homoseksuelle mennesker, hvis man sammenligner med undersøgelser og antagelser foretaget af homoseksuelle organisationer Meget tyder på, at homoseksuel adfærd kan forefindes hos enhver dyreart, dog med undtagelse af dyr såsom søpindsvin, der slet ikke udfører seksuel aktivitet. Hermafroditiske dyr kan heller ikke betragtes som homoseksuelle.
Visse forskere mener, at homoseksuel adfærd blandt dyr er et forsøg på at påtage herredømme over andre dyr af samme art snarere end egentlig seksualitet. Denne teori modsvares af kendsgerningen, at visse homoseksuelle dyrepar – eksempelvis visse mandlige pingvinpar – ikke nødvendigvis parrer sig, men værner om unger sammen, og nægter at parre sig med individer af det modsatte køn. Sådanne homoseksuelle forhold er også blevet observeret blandt dyr, der ellers ikke er monogame, som for eksempel får.
På udstillingen Against Nature? (også kaldet Mot naturens orden? på norsk og Imod naturen? på dansk) på Naturhistorisk Museum i Oslo, som varede fra september 2006 til august 2007, forevistes billeder af blandt andet giraffer og sydlige rethvaler, som udførte homoseksuelle aktiviteter. Formålet med udstillingen var ifølge museet selv at forkaste opfattelsen af homoseksualitet som en forbrydelse og en unaturlig adfærd. Udstillingen var især baseret på biologerne Bruce Bagemihl, Joan Roughgarden og Petter Bøckmans forskning.

### Skepticisme
Homoseksualitet som tabuemne har som før nævnt vanskeliggjort forskningsarbejdet. Mange forskere, som har specialiseret sig på området, har oplevet, at folk har været mere kritiske og ignorerende over for deres observationer, end det er tilfældet for andre forskere. Nogle har sågar oplevet at blive latterliggjort. Mange skeptikere mener, at den homoseksuelle adfærd blandt dyr blot drejer sig om dominans, altså dyrenes forsøg på at opnå magt over andre dyr af samme art, men det forklarer ikke, hvorfor visse eksemplarer af forskellige arter vælger udelukkende at knytte sig til artsfæller af samme køn. Skepticismen og den af forskere inden for andre emner undertiden tilsigtede mistolkning af dyrs seksuelle adfærd har således været en forhindring for blandt andre den canadiske biolog Bruce Bagemihl, som oplevede netop dette, da han, med henblik på forskning inden for dyrs seksualiteter, iagttog giraffer : 
| Citat | Hver gang en han snusede til en hun, blev det betragtet som sex, mens analt samleje med orgasme mellem hanner kun var dominans, konkurrence og en måde at hilse på. | Citat |
|       | |       |

## Udvalgte arter som udviser homoseksuel adfærd

### Fugle

#### Gråænder
Heteroseksuelle forhold blandt gråænder varer ved, indtil hunanden har lagt æg, hvorpå andrikken forlader sin hun. Relativt mange andrikker danner herefter homoseksuelle forhold. Andelen af seksuel aktivitet, der blandt mandlige gråænder er homoseksuel, er ekstremt høj, set i forhold til andelen for andre arters vedkommende. For gråænder visse steder i verden ligger tallet på 19 procent.

#### Måger
Undersøgelser har vist, at mellem 10 og 15 procent af hunnerne af mågearten amerikansk svartbag udviser homoseksuel adfærd.

#### Pingviner
Når det drejer sig om homoseksualitet blandt dyr, er pingvinen et af de mest populære eksempler. Dette skyldes, at den amerikanske avis The New York Times i februar 2004 rapporterede, at to mandlige ringpingviner navngivet Roy og Silo fra Central Park Zoo i New York havde dannet par og udruget en hununge, som siden er blevet navngivet Tango. De to pingviner havde tidligere forsøgt at udruge en sten, men dyrepassere forærede dem et æg fra et heteroseksuelt pingvinpar. Roy og Silo opfostrede Tango, som siden selv har fundet sammen med en anden hunpingvin, hvorimod Roy og Silo er gået fra hinanden. I 2005 blev historien nedskrevet i en børnebog af Peter Parnell og Justin Richardson med titlen And Tango Makes Three.
Homoseksuelle hanpingvinpar er også blevet observeret i zoologiske haver andre steder i verden. Adfærd som at bygge rede sammen og bruge en sten som erstatning for rigtige pingvinæg har vist sig at gå igen for mange af parrenes vedkommende. Forskere på Rikkyo-universitetet i Tokyo fandt tyve homoseksuelle pingvinpar fordelt på seksten zoologiske haver og offentlige udstillingsakvarier. På den zoologiske have i Bremerhaven i Nordvesttyskland observeredes også homoseksuelle pingvinpar, som man imidlertid forsøgte at splitte op, ved at skille dem fra hinanden og sætte hanpingvinerne sammen med nogle nyimporterede hunpingviner fra Sverige. Det lykkedes dog ikke at gøre hanpingvinerne interesserede i hunpingvinerne, angiveligt fordi de homoseksuelle forhold var for stærke.

#### Sortsvaner
Omkring en fjerdedel af alle sortsvanepar er homoseksuelle. Det drejer sig især om mandlige par. Det er naturligt for de mandlige homoseksuelle par midlertidigt at danne trio med en hun, for at skaffe æg at passe. Når hunnen har lagt æg, jager hannerne hende væk, for selv at udruge æggene og sidenhen passe svaneungerne. Det har vist sig, at flere svaneunger af homoseksuelle par end af heteroseksuelle par overlever, sandsynligvis på grund af, at hanner som regel har lettere ved at beskytte territorier end hunner.

### Pattedyr

#### Amazondelfiner
Amazondelfiner er blevet observeret udføre gruppesex med både hanner og hunner. Ofte sker det ikke med henblik på formering, men derimod nydelse. Det ses ved, at delfinerne ofte kærtegner hinanden ved hjælp af deres snuder og finner. Mandlige amazondelfiner er også set udføre penetration gennem hinandens blåsthuller.

#### Amerikanske bisoner
Amerikanske hanbisoner er blevet observeret udføre analsex på hinanden. Desuden er tamme hunbisoner set bestige hinanden.

#### Bonoboer
Bonoboaber udviser den største homoseksuelle tendens af alle arter. Det drejer sig især om lesbianisme. Det er blevet anslået, at omkring 60 procent af al seksuel aktivitet blandt bonoboer foregår mellem to eller flere hunner. Bonoboer parer sig ligesom mennesker ofte med henblik på at opnå nydelse, og de udfører således ofte også blandt andet gruppesex, oralsex, analsex og masturbation. Desuden tilhører bonoboer familien menneskeaber.

#### Elefanter
Både afrikanske og indiske elefanter har udvist homoseksuel adfærd, ofte ved at bestige hinanden, flette snabler, nærmest kysse og putter snablerne i hinandens mund. Selvom hanelefanter lever separeret fra deres flokke, danner hanelefanter ofte en form for partnerskaber med hinanden, som oftest bestående af en ældre og to yngre eksemplarer, der sædvanligvis udviser tiltrækning til hinanden. Modsat heteroseksuelle elefantpar varer de homoseksuelle forhold ofte i mange år. Det er desuden vurderet til, at 45 procent af al seksuel aktivitet blandt asiatiske elefanter i fangenskab er homoseksuel.

#### Får
Homoseksualitet kendes også hos får, særligt væddere. Omkring 8 procent af alle væddere udviser homoseksuel adfærd. Ved undersøgelser foretaget af dr. Charles E. Roselli i oktober 2003 har man fundet frem til, at fårs seksualitet afhænger af størrelsen på den del af fårets hjerne, som kaldes ovine Sexually Dimorphic Nucleus eller blot oSDN. For homoseksuelle vædderes vedkommende viste oSDN sig at være blot halvt så stor, som oSDN hos heteroseksuelle væddere. Mange er dog skeptiske over for disse undersøgelser.

#### Giraffer
Blandt giraffer udgør homoseksualitet en betydelig del af den overordnede seksuelle aktivitet, især for hanner. Det er meget almindeligt, at hangiraffer kærtegner hinanden, for bagefter at bestige hinanden og dyrke analsex. Sådan aktivitet har vist sig at være hyppigere end heteroseksuel pardannelse. Én undersøgelse foreviste, at 94 procent af alle bestigninger blandt giraffer foregik mellem to hanner. Til sammenligning udgør den homoseksuelle bestigning mellem to hungiraffer ifølge Bruce Bagemihl blot 1 procent.

#### Japanske sneaber
Japanske sneaber ses undertiden forme homoseksuelle forhold, især lesbiske. Den homoseksuelle aktivitet afhænger meget af flokken. I visse flokke danner omkring en fjerdedel af alle hunaber kortvarige forhold, som omfatter kærlige og legende aktiviteter. Haneksemplarer danner lignende forhold, ofte bestående af tre eller flere partnere.

#### Løver
Både han- og hunløver er observeret danne kortvarige homoseksuelle forhold, som indebærer nusseri, kærtegn og bestigning af hinanden. Omkring 8 procent af alle bestigninger foregår mellem to hanløver. Bemærk at homoseksuelle forhold mellem hunløver endnu kun er observeret i fangenskab.

#### Plettede hyæner
Plettede hyæner, som lever i matriarkalske flokke, udviser ofte lesbisk adfærd. Grundet den plettede hyænes unikke vagina, som snarere ligner en penis, har man tidligere været af den opfattelse, at den plettede hyæne var et hermafroditisk dyr. Den romerske digter Ovid mente, at hyænen kontinuerligt ændrede sit køn gennem hele livet, mens Clemens af Alexandria i sin bog Paidagogos beskrev hyænen som et dyr, der er vildt efter samleje. Det var ud fra den opfattelse, at man op gennem middelalderen forbandt hyænen med vanskabthed, prostitution, unaturlig seksuel adfærd og trolddom. Desuden besidder hunhyænen en række egenskaber og udviser en adfærd, der ellers oftest tillægges handyr. Hunhyæner er eksempelvis både større og mere aggressive end hanhyæner. Dette skyldes blandt andet, at hunhyæner bærer store mængder testosteron i livmoderen. Både han- og hunhyæner er observeret bestige hinanden. Som oftest er det de mest aggressive, der tager initiativ, mens de mindre aggressive føjer dem.